# Lars Weißenfeldt
Lars Weißenfeldt (* 15. Februar 1980 in Marburg) ist ein ehemaliger deutscher Fußballspieler.

## Karriere
Aufgewachsen ist Lars Weißenfeldt im oberhessischen Marburg, wo er 1999 sein Abitur an der Elisabethschule machte. Bis 1999 spielte er beim damaligen Oberligisten VfB Marburg, ehe er zu Eintracht Frankfurt wechselte. Dort wurde er jedoch meist nur in der Oberliga-Mannschaft eingesetzt. Dennoch kam er auf neun Zweitliga-Spiele und ein Bundesliga-Spiel. Im Jahr 2004 ging er nach dem Auslaufen seines Vertrags in Frankfurt zum Lokalrivalen Kickers Offenbach. Mit seinem neuen Verein schaffte er 2005 den Aufstieg von der Regionalliga in die Zweite Bundesliga. Dort schoss er beim 2:1-Sieg am ersten Spieltag bei Hansa Rostock das zwischenzeitliche 1:1 und somit das erste Tor des OFC nach dem Aufstieg. Es war sein einziges Saisontor. Zur Saison 2007/08 wechselte Weißenfeldt zum Regionalligisten FSV Frankfurt. Dort spielte er sich in die Stammformation, kam auf 22 Einsätze und stieg mit dem FSV in die 2. Bundesliga auf. In der Zweitligasaison 2008/09 spielte Weißenfeldt 28 mal für den FSV. Nachdem ihm ein Vertragsangebot der Frankfurter zur Saison 2009/10 nicht zugesagt hatte, verließ Weißenfeldt den Bornheimer Hang und hielt sich vorübergehend beim VfB Marburg fit.
Im Herbst 2010 entschloss sich der inzwischen 30-Jährige, seine Profikarriere zugunsten eines Studiums aufzugeben, und nahm zum Wintersemester 2010 an der Freien Universität Berlin ein Studium der Grundschulpädagogik auf. Daneben spielte er bis 2011 beim Berlin-Ligisten BFC Viktoria 89.

## Stationen
- bis 2001: VfB Marburg
- 2001 bis 2004: Eintracht Frankfurt
- 2004 bis 2007: Kickers Offenbach
- 2007 bis 2009: FSV Frankfurt
- 2010 bis 2011: BFC Viktoria 1889